# ベルゲン大学
ベルゲン大学（ベルゲンだいがく、英語: 、公用語表記: Universitetet i Bergen）は、ノルウェーベルゲンに本部を置くノルウェーの国立大学。1946年創立、1825年大学設置。

## 沿革
設立は1946年と比較的若い大学であるが、実際の学術活動はベルゲン大学博物館が設立した1825年まで遡る。今日、1万6,000人を超える学生が在籍する(2006年)。QS世界大学ランキングでは、2014年に155位にランクインしている。
ベルゲン大学はノルウェー王国の国立大学であり、ベルゲン市内に位置する。学生はノルウェー全土からのみならず、世界各地の大学と交換留学生の提携を結んでおり、年間約2000人以上の非ノルウェー人留学生が在学するノルウェー有数の国際色豊かな大学である。ベルゲン大学の学生は総数が二万人に近く、これはベルゲン市の人口の一割に相当する。そのため、ベルゲン市内には学生用の飲食店や学生組織に関連した店、ジム等が多く、連日賑わいを見せている。

## キャンパス・大学施設
キャンパスはベルゲン市内の各地に点在しており、市内の一般的な建築と一見変わりがないようなキャンパスもある。人文学部、社会科学部、法学部、理学部等のキャンパスは市の中心部から徒歩5～10分の範囲に散らばっている。一方、医学部、芸術学部等の建物は市の郊外にキャンパスがある。

## 教育体制

### 学部

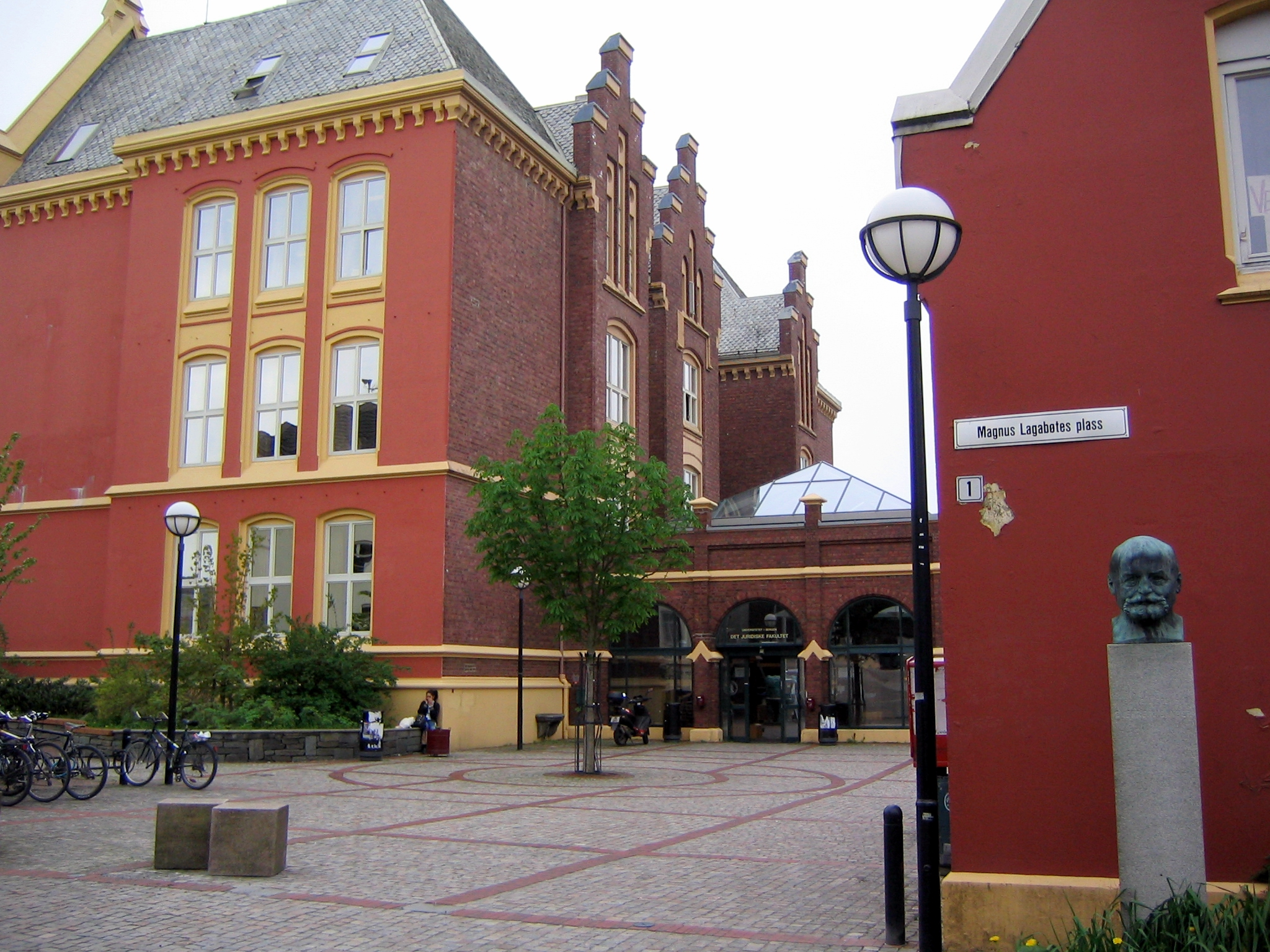
法学部

- 人文学部（外国語学科では日本語が勉強できる）
- 歯学部
- 法学部
- 理学部
- 医学部
- 心理学部
- 社会科学部
- 芸術学部

現地の学生（欧州市民）は大学への授業料の支払いが免除されるが、学生福祉団体への加入が義務付けられている。2006年秋現在、同団体の年会費は800NOK（約120米ドル相当）で、市内の各種サービスの学生割引から文化活動、運動施設、学生寮の入居、小児保育、医療費返済など、さまざまなサービスを受けることができる。

## 研究活動
- 2008年春から2010年秋にかけてウガンダのマケレレ大学やノルウェー国内にあるオスロ大学と東アフリカ司書・情報科学学校（EASLIS）とともに、南スーダンにあるジュバ大学の蔵書検索の電子化などを推進する「ジュバ大学図書館自動化プロジェクト」に協力した[1]。
- 2020年12月1日、外国語学科日本語科のハリー・ソルヴァン教授が令和2年度外務大臣表彰を受賞[2][3]。